# ウルリヒ・ザイドル
ウルリヒ・ザイドル（Ulrich Seidl, 1952年11月24日 - ）は、オーストリアの映画監督、脚本家、映画プロデューサーである。

## 略歴
オーストリア北部のホルンで、厳格なキリスト教徒の家で司祭になることを期待されて育った。
初期は主にドキュメンタリー映画を制作。1990年の『Good News』では平凡な新聞販売員を、1995年の『Tierische Liebe』ではペットに異常な愛情を注ぐ人たちを、1998年の『Models』では二線級のモデルの華やかとはいえない生活をカメラに収めた。『予測された喪失』では山形国際ドキュメンタリー映画祭優秀賞を受賞。
2001年、初の本職の俳優を使った長編映画『ドッグ・デイズ』を制作。第58回ヴェネツィア国際映画祭の審査員特別賞を受賞した。
2003年に自身のプロダクションを設立。2005年にはモスクワ国際映画祭で審査員を務めた。2007年には『インポート、エクスポート』がカンヌ国際映画祭に出品。
続いて「パラダイス」三部作を4年かけて制作。性を求めてケニアに旅する中年女性テレサを追った第1部『パラダイス：愛』は、2012年のカンヌ国際映画祭コンペティション部門で上映。2013年のオーストリア映画賞で作品賞と監督賞を受賞した。
敬虔な布教活動に自己を見出すテレサの姉アンナ・マリアの生活を描く第2部『パラダイス：神』は、2012年のヴェネツィア国際映画祭にて2度目となる審査員特別賞を受賞。
青少年のためのダイエット合宿で恋をするテレサの娘・メラニーが主人公の第3部『パラダイス：希望』は2013年のベルリン国際映画祭に出品され、世界三大映画祭で立て続けに好評を得た。
妻はかつての助監督・共同脚本家で、現在はジャーナリストのヴェロニカ・フランツ。現在はウィーン在住で二人の子がいる。

## 特徴
俳優を使っていても限りなくドキュメンタリーに近い表現で撮影する。脚本を最後まで完成させず、準備段階や撮影中に起こる出来事も映画に取り入れる。
広角レンズの固定カメラによる長回しやBGMを挟まない淡々とした描写が特徴。
社会の中の孤独、憤懣、疎外といった主題をテーマにすることが多い。
ジョン・ウォーターズ、ミヒャエル・ハネケといった監督の絶賛を受ける。ヴェルナー・ヘルツォークは好きな監督10人の一人に挙げ、「私はザイドルほどには地獄の部分を直視していない」と評した。

## フィルモグラフィ

### 長編映画
- Good News (1990) 監督・脚本
- 予測された喪失 Mit Verlust ist zu rechnen (1992) 監督・脚本
- Tierische Liebe (1995) 監督・脚本
- Models (1999) 監督・脚本
- ドッグ・デイズ Hundstage (2001) 監督・脚本
- Zur Lage (2001) 監督・脚本・撮影
- Jesus, Du weisst (2003) 監督・脚本
- Vater unser (2004) 監督・脚本
- インポート、エクスポート Import/Export (2007) 監督・脚本・製作
- パラダイス：愛 Paradies: Liebe (2012) 監督・脚本・製作
- パラダイス：神 Paradies: Glaube (2012) 監督・脚本・製作
- パラダイス：希望 Paradies: Hoffnung (2013) 監督・脚本・製作

### 短編映画
- Einsvierzig (1980) 監督・脚本・製作・撮影
- Der Ball (1982) 監督・脚本・製作
- Brüder, laßt uns lustig sein (2006) 監督・脚本・製作・撮影

### テレビ
- Die letzten Männer (1994) 監督・脚本
- Bilder einer Ausstellung (1996) 監督・脚本
- Der Busenfreund (1997) 監督・脚本
- Spass ohne Grenzen (1998) 監督・脚本

## 受賞歴
受賞
- IDF Amsterdam Special Jury Prize - 1993年、『Loss Is to Be Expected』、審査員特別賞
- サラエヴォ映画祭 - 1999年、『Models』、観客賞
- ヒホン国際映画祭 - 2001年、『Dog Days』、グランプリ
- ヴェネツィア国際映画祭 - 2001年、『Dog Days』、審査員特別賞
- カルロヴィ・ヴァリ国際映画祭 - 2003年、『Jesus, You Know』、ドキュメンタリー賞
- ヴェネツィア国際映画祭 - 2012年、『パラダイス：神』 Paradies: Glaube 、審査員特別賞

ノミネート
- カンヌ国際映画祭 - 第60回 (2007年) - 『Import Export』、パルム・ドール
- カンヌ国際映画祭 - 第65回 (2012年) - 『パラダイス：愛』 Paradies: Liebe 、パルム・ドール
- ヴェネツィア国際映画祭 - 第69回 (2012年) - 『パラダイス：神』 Paradies: Glaube 、金獅子賞
- ベルリン国際映画祭 - 第63回 (2013年) - 『パラダイス：希望』 Paradies: Hoffnung 、金熊賞